# Ваздухопловна база Лофлин
Ваздухопловна база Лофлин (енгл. Laughlin Air Force Base) насељено је место без административног статуса у америчкој савезној држави Тексас.

## Демографија
По попису из 2010. године број становника је 1.569, што је 656 (-29,5%) становника мање него 2000. године.
| Група             | 2000.         | 2010.         |
| Белци             | 1.581 (71,1%) | 1.178 (75,1%) |
| Афроамериканци    | 237 (10,7%)   | 123 (7,8%)    |
| Азијати           | 61 (2,7%)     | 40 (2,5%)     |
| Хиспаноамериканци | 274 (12,3%)   | 172 (11,0%)   |
| Укупно            | 2.225         | 1.569         |